# Місія нездійсненна (телесеріал, 1966)
«Місія нездійсненна» — американський шпигунський телесеріал, який транслювався на CBS з вересня 1966 року по березень 1973 року. Його було відновлено в 1988 році на два сезони на ABC . Це також надихнуло серію театральних фільмів із Томом Крузом у головній ролі, починаючи з 1996 року.
Створений і спочатку продюсований Брюсом Геллером, серіал розповідає про подвиги невеликої таємної команди секретних урядових агентів, відомих як Сили нездійсненних місій, та їхні витончені методи обману, маніпулювання і перешкоджання ворожим урядам Залізної завіси, диктаторам країн третього світу, корумпованим промисловцям і кримінальним авторитетам. У першому сезоні команду очолює Ден Бріггс (його грає Стівен Гілл); Джим Фелпс (Пітером Грейвзом) керує нею протягом наступних шести сезонів. Бріггс і Фелпс зазвичай збирають одну і ту ж основну команду агентів, кожен з яких має кар'єру і певну популярність за межами шпигунства. Час від часу до команди приєднуються інші фахівці.
Серіал був профінансований і знятий компанією Desilu Productions .

## Огляд
Ідентифікація агентства, яке контролює Сили нездійсненних місій (IMF), ніколи не розкривається. Лише рідкісні зашифровані фрагменти інформації, як, наприклад, у місії «Ніколь» третього сезону, де лідер IMF заявляє, що його вказівки надходять від «Сьомого відділу». Передбачається, що IMF є незалежною установою уряду Сполучених Штатів. На це вказує той факт, що протягом кількох років наприкінці записаних на плівку брифінгів оповідач заявляє: «Як завжди, якщо вас або будь-кого з ваших людей спіймають або вб'ють, міністр відхреститься від будь-яких відомостей про ваші дії», або слова в цьому дусі.
В оригінальному серіалі жодного головного героя не було вбито або дезавуйовано, але персонаж міг зникати між епізодами або сезонами без пояснення або підтвердження. Однак у відродженні 1980-х головна героїня була вбита. Мімі Девіс — єдиний персонаж, чиє вербування як агента IMF було показано на екрані, хоча така сцена була знята для Дани Ламберт (Леслі Енн Уоррен) і від неї відмовилися. 

## Натхнення
Основним джерелом натхнення для Геллера став фільм Жюля Дассена «Топкапи» 1964 року, новаторський завдяки своєму методичному зображенню ретельно продуманого пограбування. Геллер змістив фокус з злочинців, але зберіг стиль Дассена — мінімум діалогів, яскравий музичний супровід і точне, як годинниковий механізм, виконання роботи командою різнопланових фахівців. У кількох епізодах великим планом показано наручний годинник агента, щоб передати напругу роботи в умовах дедлайну.

### Агенти Сил нездійсненних місій
| Стівен Гілл      | Ден Бріггс             | Головна    |         |         |         |         |         |            |  |  |
| Барбара Бейн     | Синнамон Картер        | Головна    | Головна | Головна |         |         |         |            |  |  |
| Грег Морріс      | Барнард «Барні» Кольєр | Головна    | Головна | Головна | Головна | Головна | Головна | Головна    |  |  |
| Пітер Люпус      | Вільям «Віллі» Армітаж | Головна    | Головна | Головна | Головна | Головна | Головна | Головна    |  |  |
| Пітер Грейвс     | Джим Фелпс             |            | Головна | Головна | Головна | Головна | Головна | Головна    |  |  |
| Мартін Ландау    | Rollin Hand            | Періодично | Головна | Головна |         |         |         |            |  |  |
| Леонард Німой    | Париж                  |            |         |         | Головна | Головна |         |            |  |  |
| Леслі Енн Уоррен | Дана Ламберт           |            |         |         |         | Головна |         |            |  |  |
| Сем Елліотт      | Доктор Дуг Роберт      |            |         |         |         | Головна |         |            |  |  |
| Лінда Дей Джордж | (Ліза) Кейсі           |            |         |         |         |         | Головна | Головна    |  |  |
| Барбара Андерсон | Мімі Девіс             |            |         |         |         |         |         | Періодично |  |  |

### Підтекст холодної війни

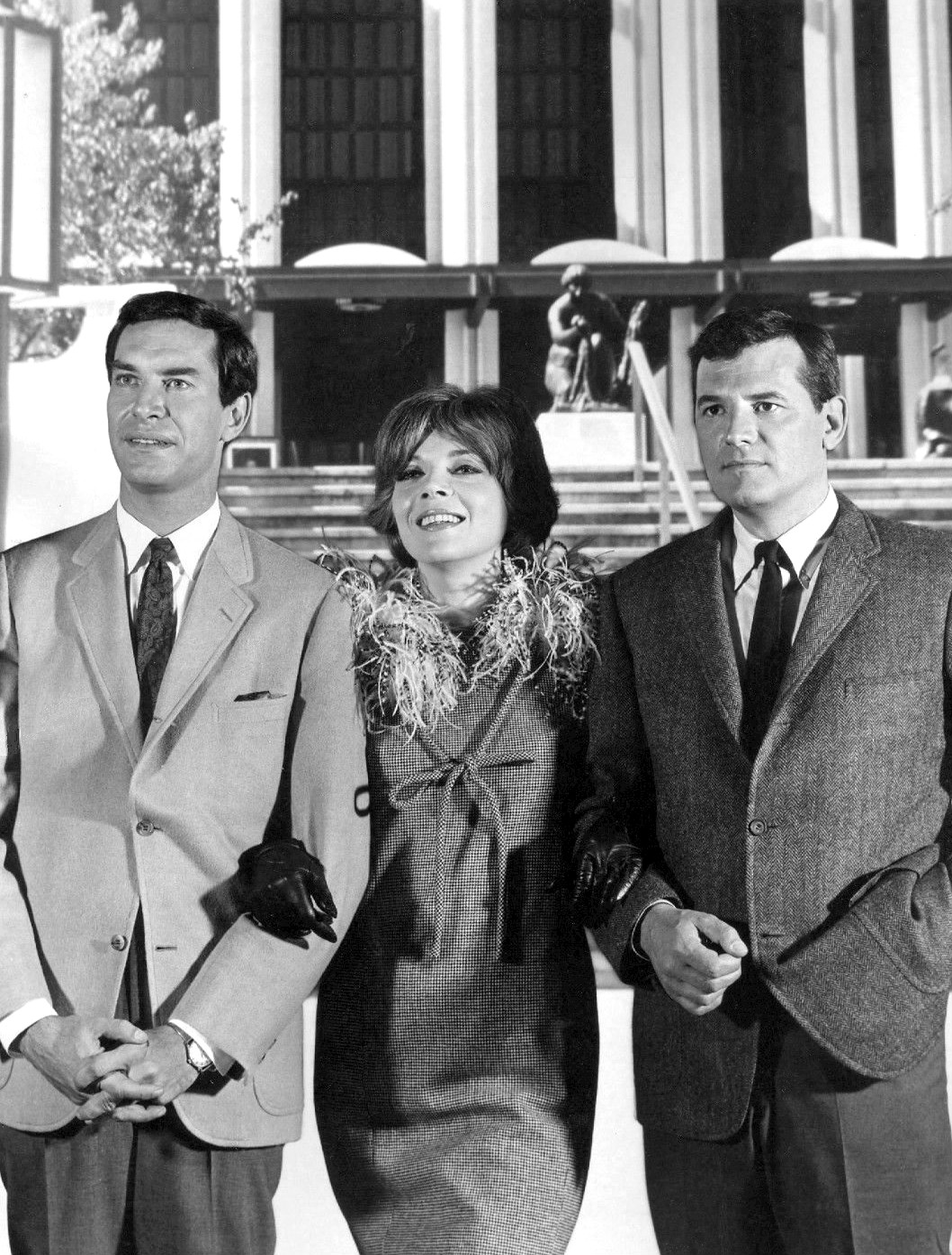
Мартін Ландау, Барбара Бейн і Стівен Гілл, 1967

Хоча підтекст холодної війни присутній у всьому серіалі, справжня холодна війна між Сполученими Штатами та Радянським Союзом рідко згадується протягом серіалу. Однак у перші роки згадуються конкретні місця за залізною завісою (наприклад, Луб'янська в'язниця в епізоді «Пам'ять»), а багато мішеней виявляються лідерами вигаданих слов'янських країн, зокрема «Європейської народної республіки» та «Східноєвропейської республіки». Крім того, використовуються реальні мови Східної Європи. В епізоді першого сезону «Перевізники» один з лиходіїв читає книгу, яка називається (неправильно) російською мовою «На Война» («Про війну»). Поліцейські машини часто позначають такими словами, як «poliiçia» і «poIiia», а газопровід або цистерна позначаються як «Gäz», що є перекладом з румунської мови. Ця «мова», яку знімальна група називає «геллерською», була винайдена спеціально для того, щоб її могли прочитати люди, які не розмовляють слов'янськими мовами, і насправді мала на меті створити комічний ефект. Уніформа цільового режиму часто включає кашкети з козирком, черевики і пояси Сема Брауна, що натякає на зв'язки з нацистською Німеччиною чи Варшавським договором.

## Епізоди
| Сезон | Епізоди | Епізоди | Вперше вийшов в ефір | Вперше вийшов в ефір | Ранг | Середній рейтинг/ Середнє число глядачів |
| Сезон | Епізоди | Епізоди | Вперше в ефірі       | Останній випуск      | Ранг | Середній рейтинг/ Середнє число глядачів |
| ----- | ------- | ------- | -------------------- | -------------------- | ---- | ---------------------------------------- |
| 1     | 28      | 28      | September 17, 1966   | April 22, 1967       | TBA  | TBA                                      |
| 2     | 25      | 25      | September 10, 1967   | March 17, 1968       | #32  | 19.80                                    |
| 3     | 25      | 25      | September 29, 1968   | April 20, 1969       | #12  | 23.30                                    |
| 4     | 26      | 26      | September 28, 1969   | March 29, 1970       | #50  | 17.10                                    |
| 5     | 23      | 23      | September 19, 1970   | March 17, 1971       | TBA  | TBA                                      |
| 6     | 22      | 22      | September 18, 1971   | February 26, 1972    | #31  | 19.30                                    |
| 7     | 22      | 22      | September 16, 1972   | March 30, 1973       | #57  |                                          |

## Нагороди
| Рік  | Категорія | Номінант(и)                                                                 | Епізод(и)           | Результат |
| ---- | --- | --------------------------------------------------------------------------- | ------------------- | --------- |
| 1967 | Outstanding Dramatic Series | Joseph Gantman and Bruce Geller                                             |                     | Перемога  |
| 1967 | Outstanding Continued Performance by an Actor in a Leading Role in a Dramatic Series                                                                                             | Martin Landau                                                               |                     | Номінація |
| 1967 | Outstanding Continued Performance by an Actress in a Leading Role in a Dramatic Series                                                                                           | Barbara Bain                                                                |                     | Перемога  |
| 1967 | Outstanding Writing Achievement in Drama | Bruce Geller                                                                | «Pilot»             | Перемога  |
| 1967 | Outstanding Individual Achievements in Film and Sound Editing | Paul Krasny and Robert Watts                                                |                     | Перемога  |
| 1967 | Individual Achievements in Music — Composition | Lalo Schifrin                                                               |                     | Номінація |
| 1968 | Outstanding Dramatic Series | Joseph Gantman                                                              |                     | Перемога  |
| 1968 | Outstanding Continued Performance by an Actor in a Leading Role in a Dramatic Series                                                                                             | Martin Landau                                                               |                     | Номінація |
| 1968 | Outstanding Continued Performance by an Actress in a Leading Role in a Dramatic Series                                                                                           | Barbara Bain                                                                |                     | Перемога  |
| 1968 | Outstanding Directorial Achievement in Drama | Lee H. Katzin                                                               | «The Killing»       | Номінація |
| 1968 | Outstanding Writing Achievement in Drama | Alan Balter and William Read Woodfield                                      | «The Killing»       | Номінація |
| 1968 | Outstanding Achievement in Art Direction and Scenic Design | Bill Ross                                                                   | «Echo of Yesterday» | Номінація |
| 1968 | Outstanding Achievement in Film Editing | David Wages                                                                 | «The Photographer»  | Номінація |
| 1968 | Outstanding Achievement in Film Editing | Robert Watts                                                                | «The Traitor»       | Номінація |
| 1968 | Outstanding Achievement in Musical Composition | Lalo Schifrin                                                               | «The Seal»          | Номінація |
| 1968 | Special Classification of Individual Achievements | Joseph G. Sorokin                                                           | «The Survivors»     | Номінація |
| 1969 | Outstanding Dramatic Series | Bruce Geller                                                                |                     | Номінація |
| 1969 | Outstanding Dramatic Program | Alan Balter and William Read Woodfield                                      | «The Execution»     | Номінація |
| 1969 | Outstanding Continued Performance by an Actor in a Leading Role in a Dramatic Series                                                                                             | Peter Graves                                                                |                     | Номінація |
| 1969 | Outstanding Continued Performance by an Actor in a Leading Role in a Dramatic Series                                                                                             | Martin Landau                                                               |                     | Номінація |
| 1969 | Outstanding Continued Performance by an Actress in a Leading Role in a Dramatic Series                                                                                           | Barbara Bain                                                                |                     | Перемога  |
| 1969 | Outstanding Continued Performance by an Actor in a Supporting Role in a Series                                                                                                   | Greg Morris                                                                 |                     | Номінація |
| 1969 | Outstanding Achievement in Art Direction and Scenic Design | Lucien Hafley and Bill Ross                                                 | «The Bunker»        | Перемога  |
| 1969 | Outstanding Achievement in Musical Composition | Lalo Schifrin                                                               | «The Heir Apparent» | Номінація |
| 1970 | Outstanding Performance by an Actor in a Supporting Role in Drama | Greg Morris                                                                 |                     | Номінація |
| 1970 | Outstanding Achievement in Art Direction or Scenic Design — For a Dramatic Program or Feature Length Film, a Single Program of a Series or a Special Program                     | Lucien M. Hafley (set decorator) and Gibson Holley (art director)           |                     | Номінація |
| 1970 | Outstanding Achievement in Cinematography for Entertainment Programming — For a Series or a Single Program of a Series                                                           | Al Francis                                                                  |                     | Номінація |
| 1970 | Outstanding Achievement in Film Editing for Entertainment Programming — For a Series or a Single Program of a Series                                                             | Arthur David Hilton                                                         |                     | Номінація |
| 1970 | Outstanding Achievement in Film Sound Mixing | Gordon L. Day and Dominick Gaffey                                           |                     | Перемога  |
| 1970 | Outstanding Achievement in Any Area of Creative Technical Crafts | Jonnie Burke (Special Visual Effects)                                       |                     | Номінація |
| 1971 | Outstanding Achievement in Film Sound Editing | Don Crosby, Douglas H. Grindstaff, Joe Kavigan, Chuck Perry and Frank White |                     | Номінація |
| 1971 | Outstanding Achievement in Makeup | Robert Dawn                                                                 |                     | Перемога  |
| 1972 | Outstanding Performance by an Actor in a Supporting Role in Drama | Greg Morris                                                                 |                     | Номінація |
| 1972 | Outstanding Achievement in Art Direction or Scenic Design — For a Dramatic Program or Feature Length Film Made for Television, a Single Program of a Series or a Special Program | Lucien M. Hafley (set decorator) and Gibson Holley (art director)           |                     | Номінація |
| 1973 | Outstanding Continued Performance by an Actress in a Leading Role (Drama Series — Continuing)                                                                                    | Lynda Day George                                                            |                     | Номінація |
| 1973 | Outstanding Achievement in Art Direction or Scenic Design — For a Dramatic Program or Feature Length Film Made for Television, a Single Program of a Series or a Special Program | Lucien M. Hafley (set decorator) and Gibson Holley (art director)           |                     | Номінація |

### Золотий глобус
| Рік      | Категорія                                    | Номінант(и)      | Результат |
| -------- | -------------------------------------------- | ---------------- | --------- |
| 1968 рік | Телесеріал — драма                           |                  | Перемога  |
| 1968 рік | Актор телевізійного серіалу — драма          | Мартін Ландау    | Перемога  |
| 1968 рік | Актриса телевізійного серіалу — драма        | Барбара Бейн     | Номінація |
| 1969 рік | Актор телевізійного серіалу — драма          | Пітер Грейвс     | Номінація |
| 1970 рік | Актор телевізійного серіалу — драма          | Пітер Грейвс     | Номінація |
| 1971 рік | Актор телевізійного серіалу — драма          | Пітер Грейвс     | Перемога  |
| 1971 рік | Найкраща актриса другого плану — телебачення | Леслі Енн Воррен | Номінація |
| 1972 рік | Актриса телевізійного серіалу — драма        | Лінда Дей Джордж | Номінація |